# Entolome livide
Entoloma sinuatum
Espèce
Entoloma sinuatum, autrefois Entoloma lividum d'où son nom vernaculaire l'Entolome livide, est une espèce de champignons toxiques du genre Entoloma, et de la famille des entolomatacées. Caractérisé par ses teintes beige blanchâtres et ses lames échancrées d'abord jaunâtres devenant ensuite rosâtres, c'est un toxique sévère faisant nombre d'intoxications chaque année. Il ressemble à plusieurs espèces comestibles.

## Taxonomie
Le nom correct complet (avec auteur) de ce taxon est Entoloma sinuatum (Bull.) P.Kumm.. 
L'espèce a été initialement classée dans le genre Agaricus sous le basionyme Agaricus sinuatus Bull..

### Synonymes
Entoloma sinuatum a pour synonymes :
- Agaricus arenarius (Laterrade) Lév.
- Agaricus lividus var. roseus Cooke
- Agaricus lividus Bull.
- Agaricus phonospermus Bull
- Agaricus sinuatus var. arenarius Laterrade
- Agaricus sinuatus var. camelinus Lasch
- Agaricus sinuatus var. cavipes Lasch
- Agaricus sinuatus Bull.
- Entoloma camelinum (Lasch) P.Kumm.
- Entoloma erophilum var. sinuatum (Bull.) Costantin & L.M.Dufour
- Entoloma eulividum Noordel.
- Entoloma lividum var. pratense Niolle
- Entoloma lividum var. roseum (Cooke) Sacc.
- Entoloma lividum var. roseum Cooke
- Entoloma lividum Quél.
- Entoloma sinuatum var. camelinum (Lasch) Sacc.
- Hyporrhodius lividus (Quél.) J.Schröt.
- Hyporrhodius sinuatus (Bull.) Migula
- Rhodophyllus lividus var. sinuatus (Bull.) Quél.
- Rhodophyllus lividus (Quél.) Quél.
- Rhodophyllus sinuatus (Bull.) Quél.
- Rhodophyllus sinuatus (Bull.) Singer

### Noms vulgaires et vernaculaires
Ce taxon porte en français le nom vernaculaire ou normalisé suivant : entolome livide.

## Description du sporophore
C'est un champignon qui présente un pied et un chapeau. Le pied est central. Sous le chapeau, l'hyménophore est constitué de lames. C'est une espèce  qui pousse généralement en groupes ou en cercles.
Son chapeau mesure 3 à 20 cm. Il est convexe ou plat plus au moins mamelonné, déprimé à la maturité, avec une marge enroulée, sauf chez les vieux spécimens où elle devient sinueuse, non strié, non hygrophane. Il est de couleur gris clair à beige jaunâtre.
L'hyménophore est fait de lames adnées à échancrées, inégales et libres, mais en général nettement échancrées autour du pied. Elles sont de couleur jaune de beurre (rarement blanches) puis rosâtres.
Son stipe mesure 6 à 18 cm x 1 à 4 cm. Il est charnu, souvent en massue et irrégulièrement renflé vers la base, de couleur blanc puis crème.
La chair est blanche. Sa saveur et son odeur sont farineuses,.

### Caractéristiques microscopiques
Ses spores mesurent 8 à 11 µm x 7 à 9,5 µm, avec en général 6 angles.

## Galerie

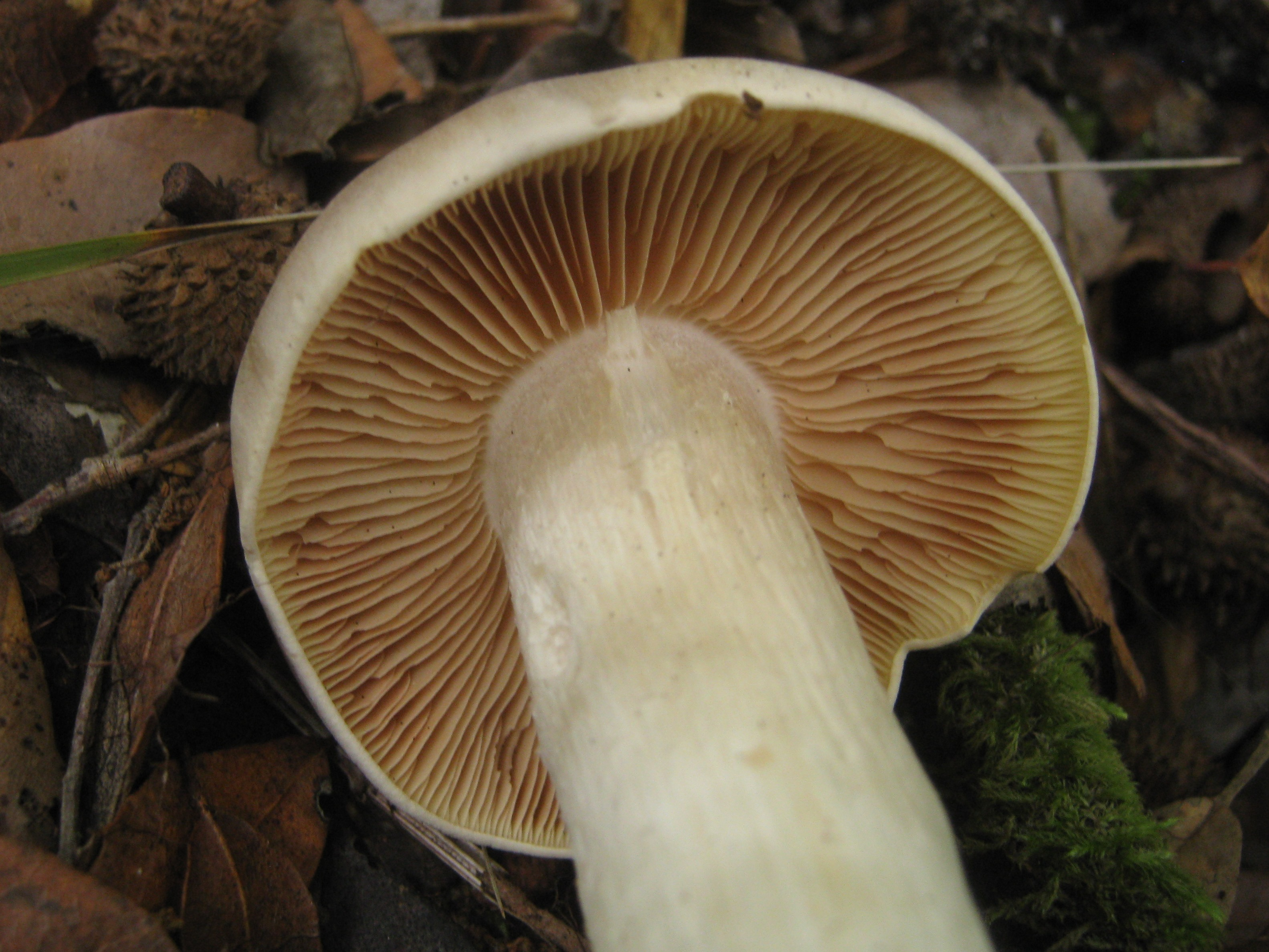
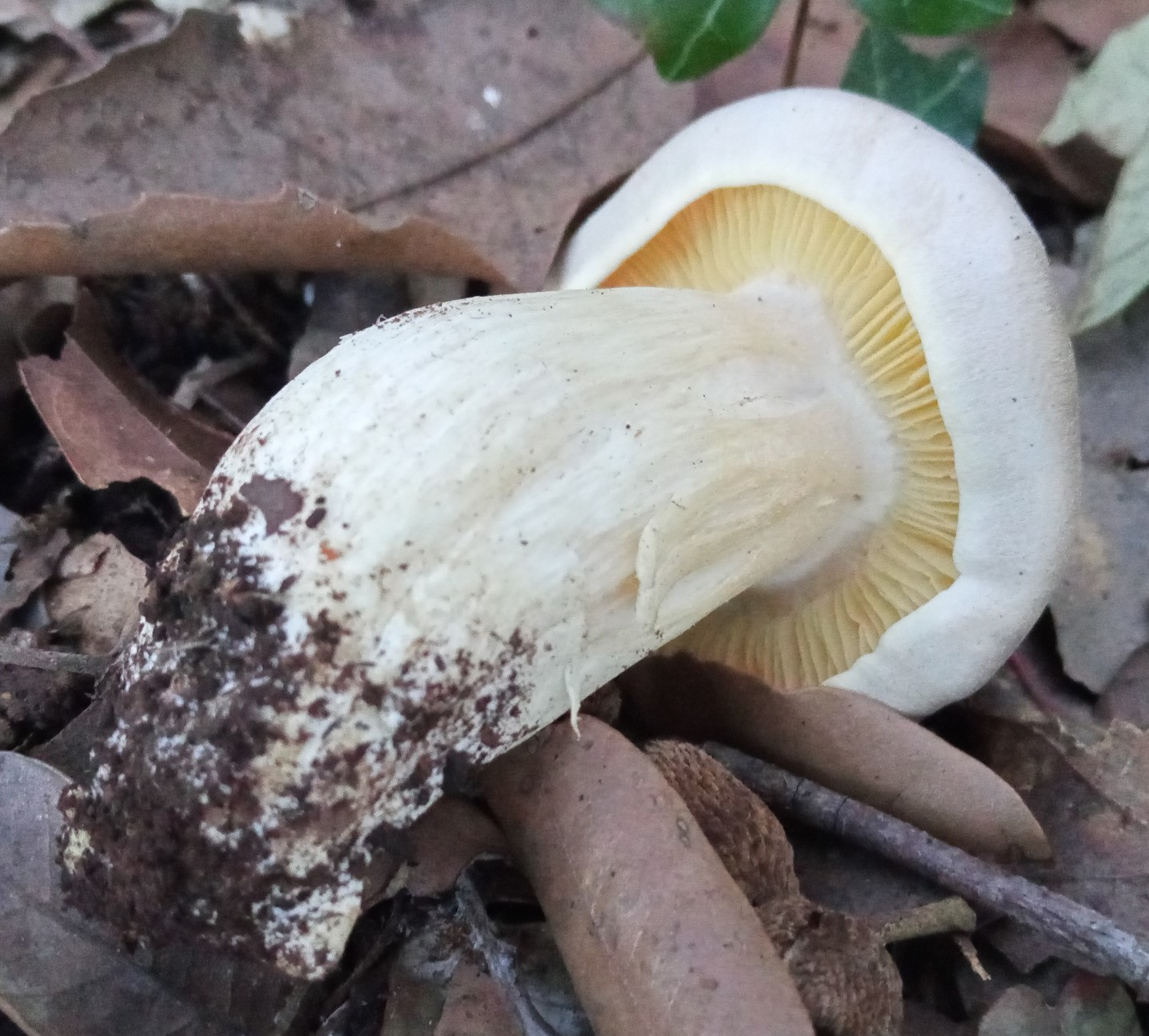
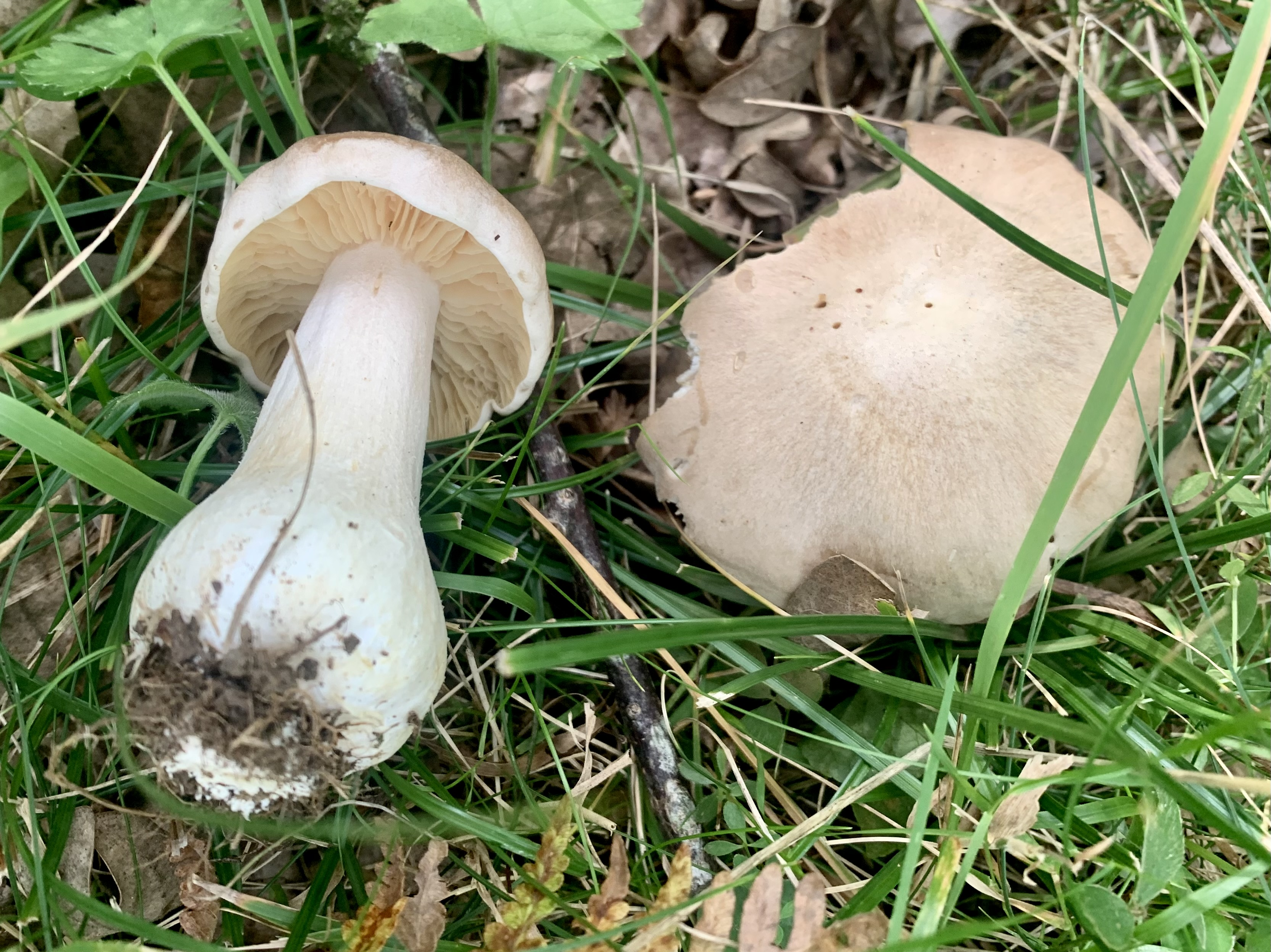
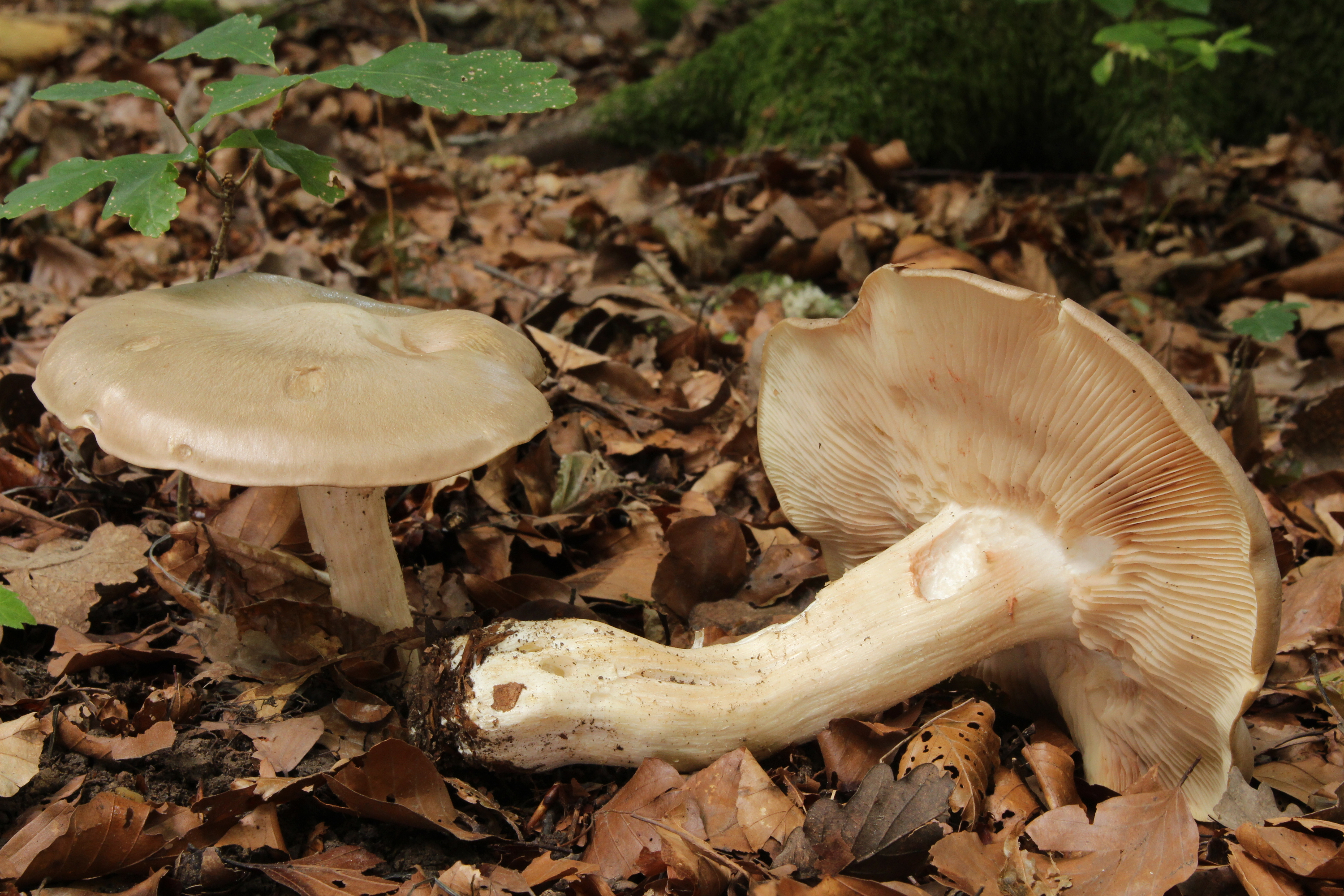
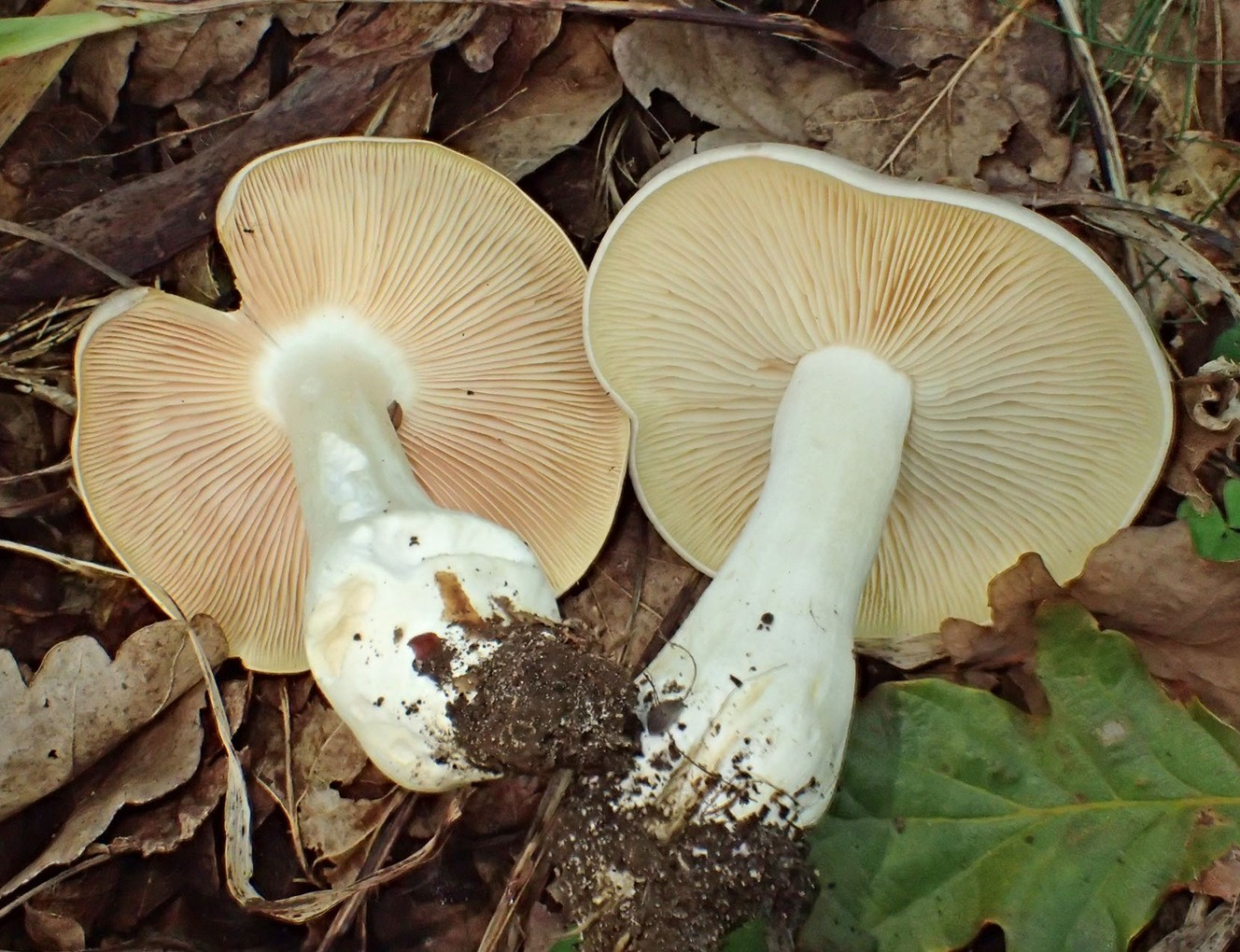
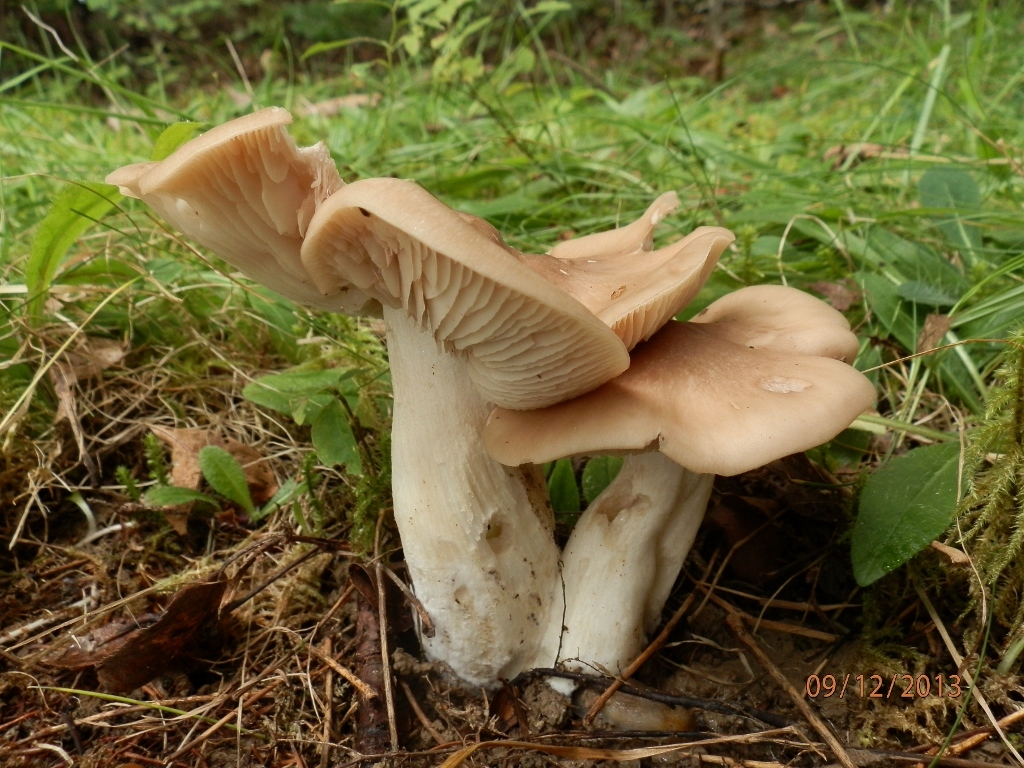
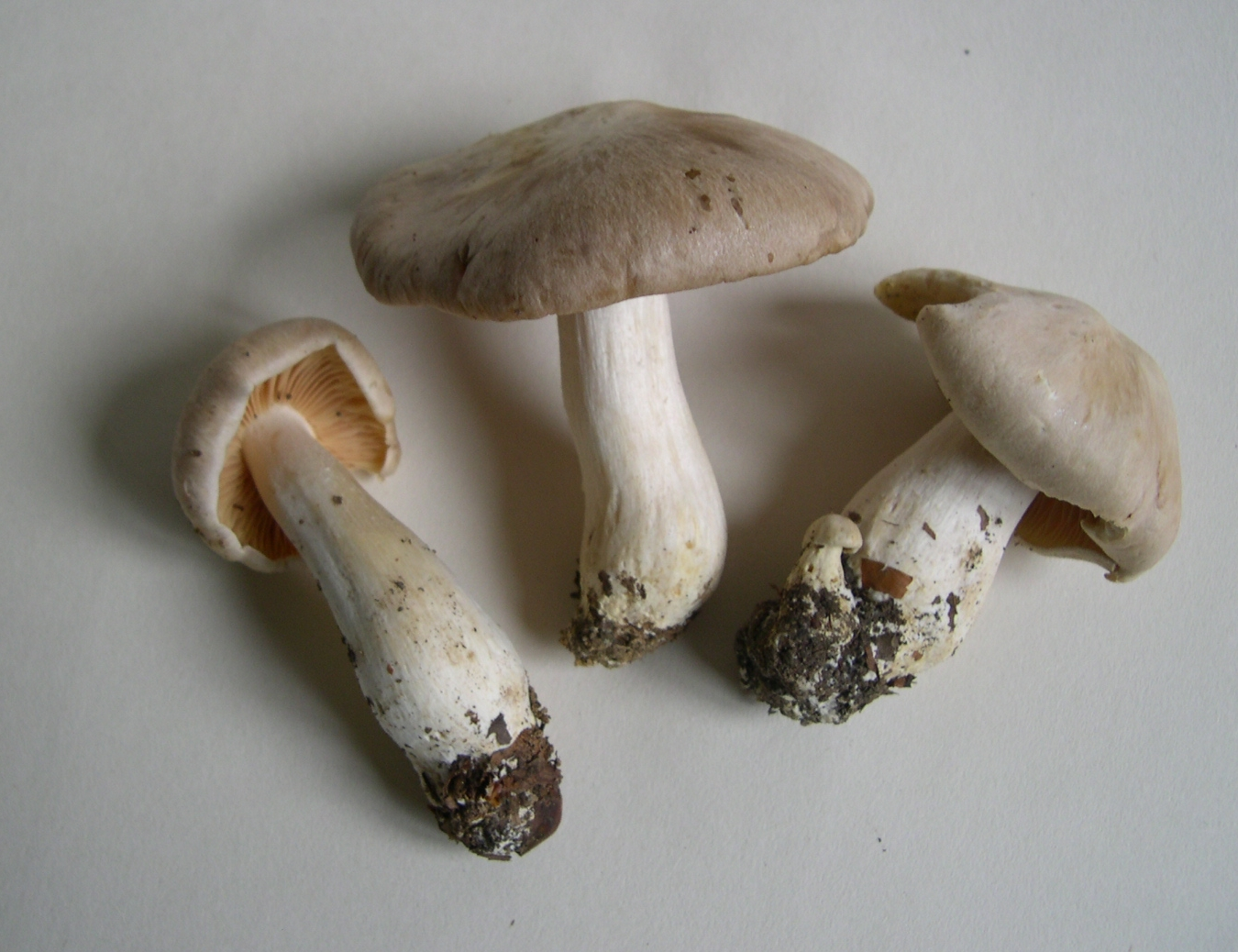
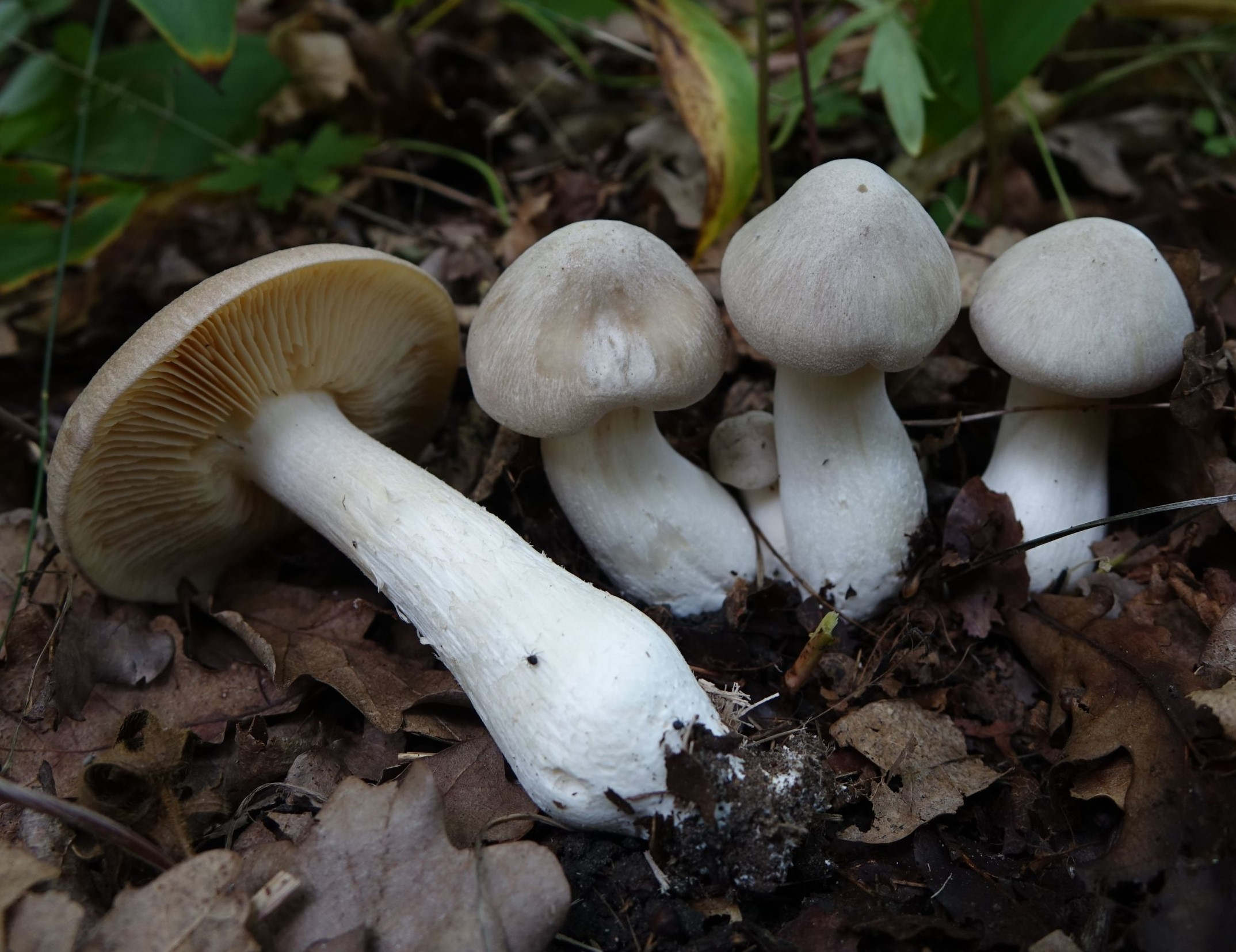
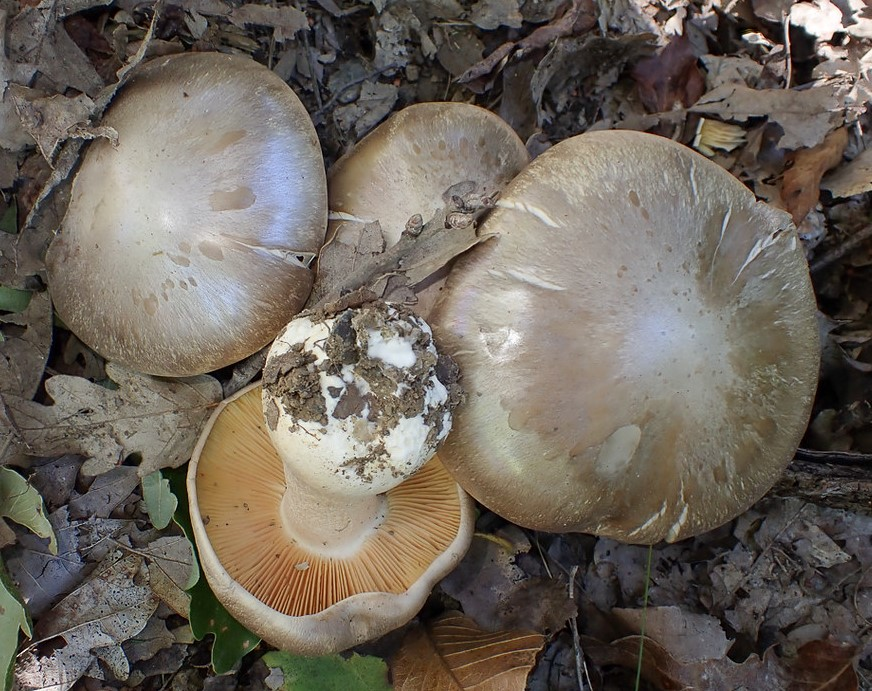
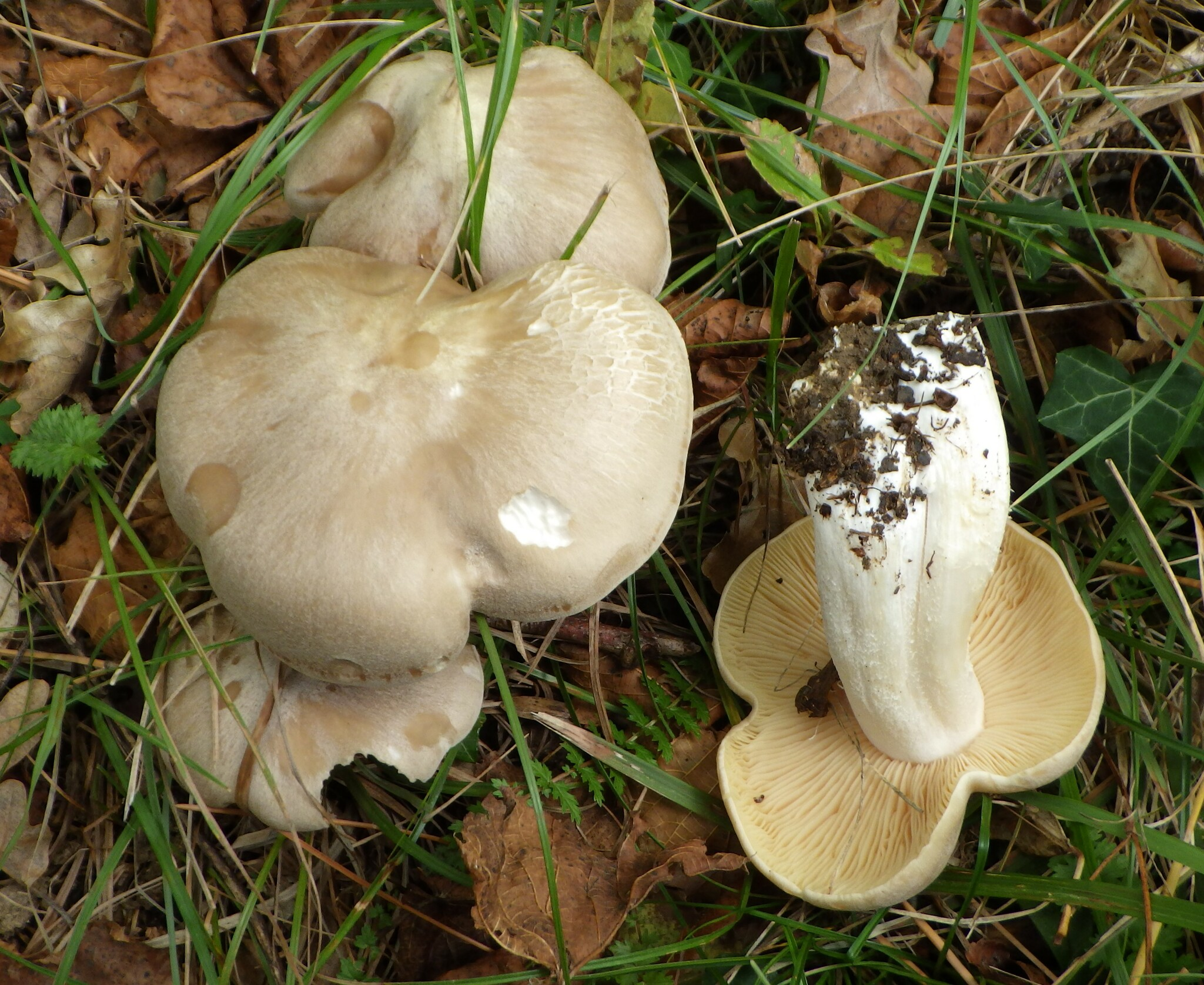
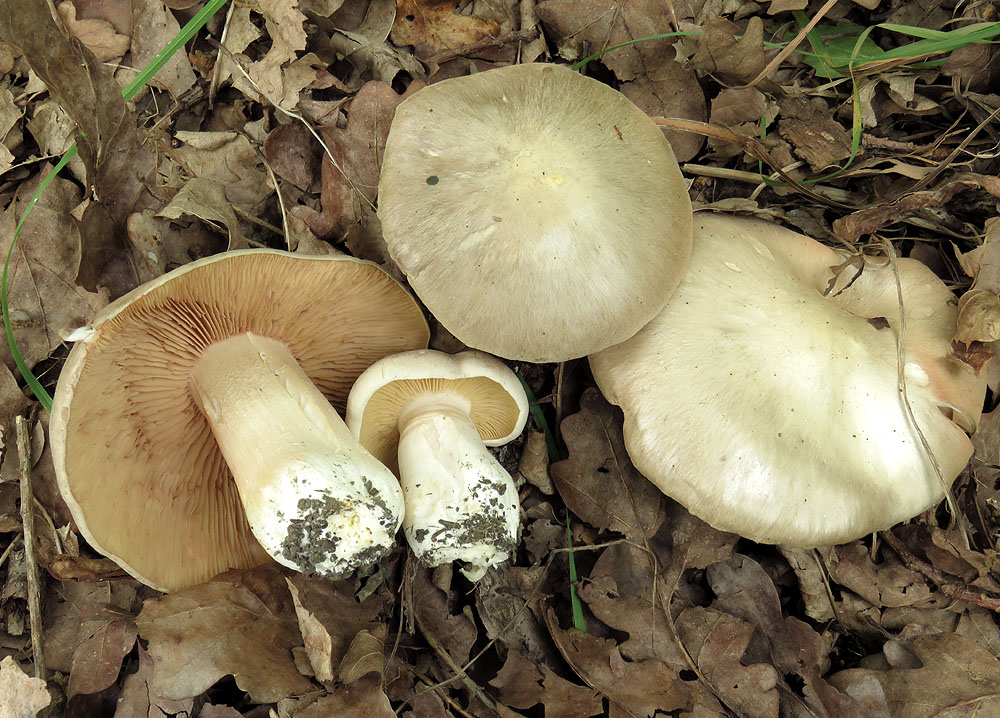
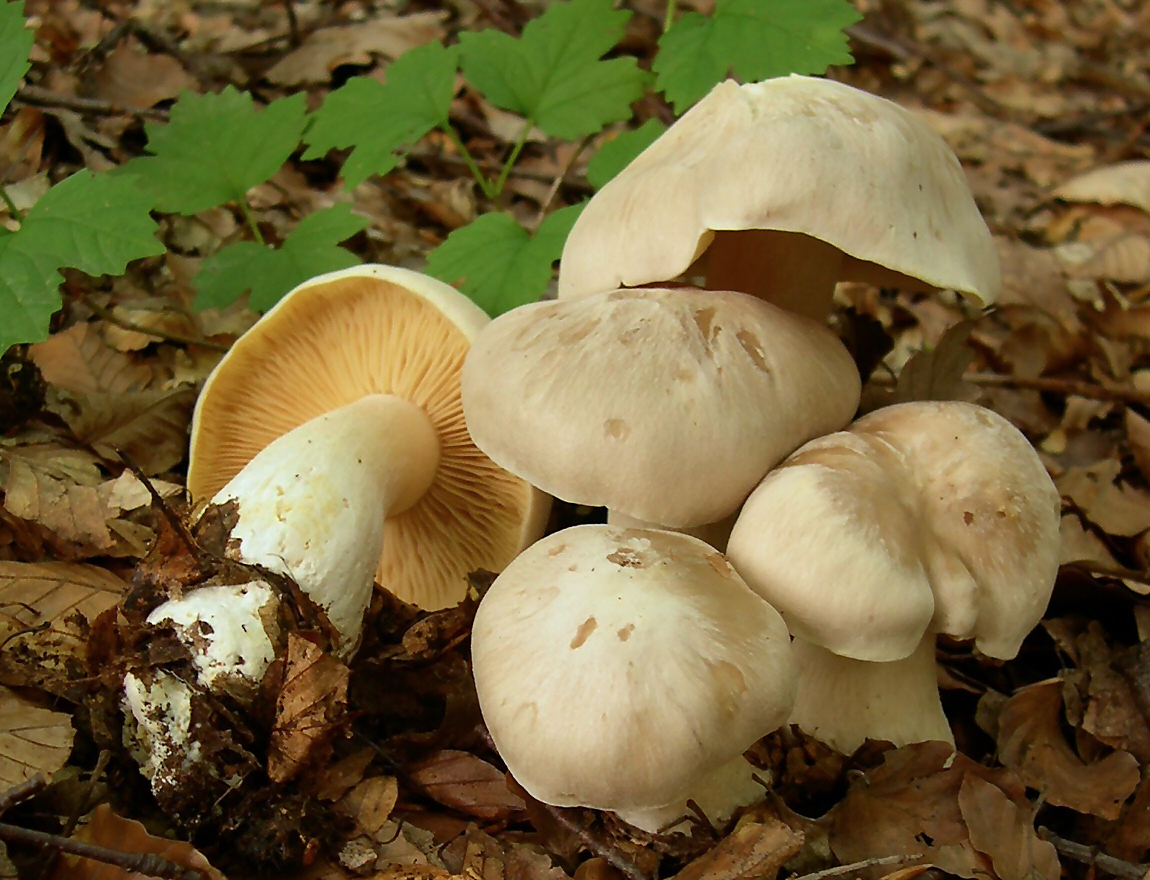
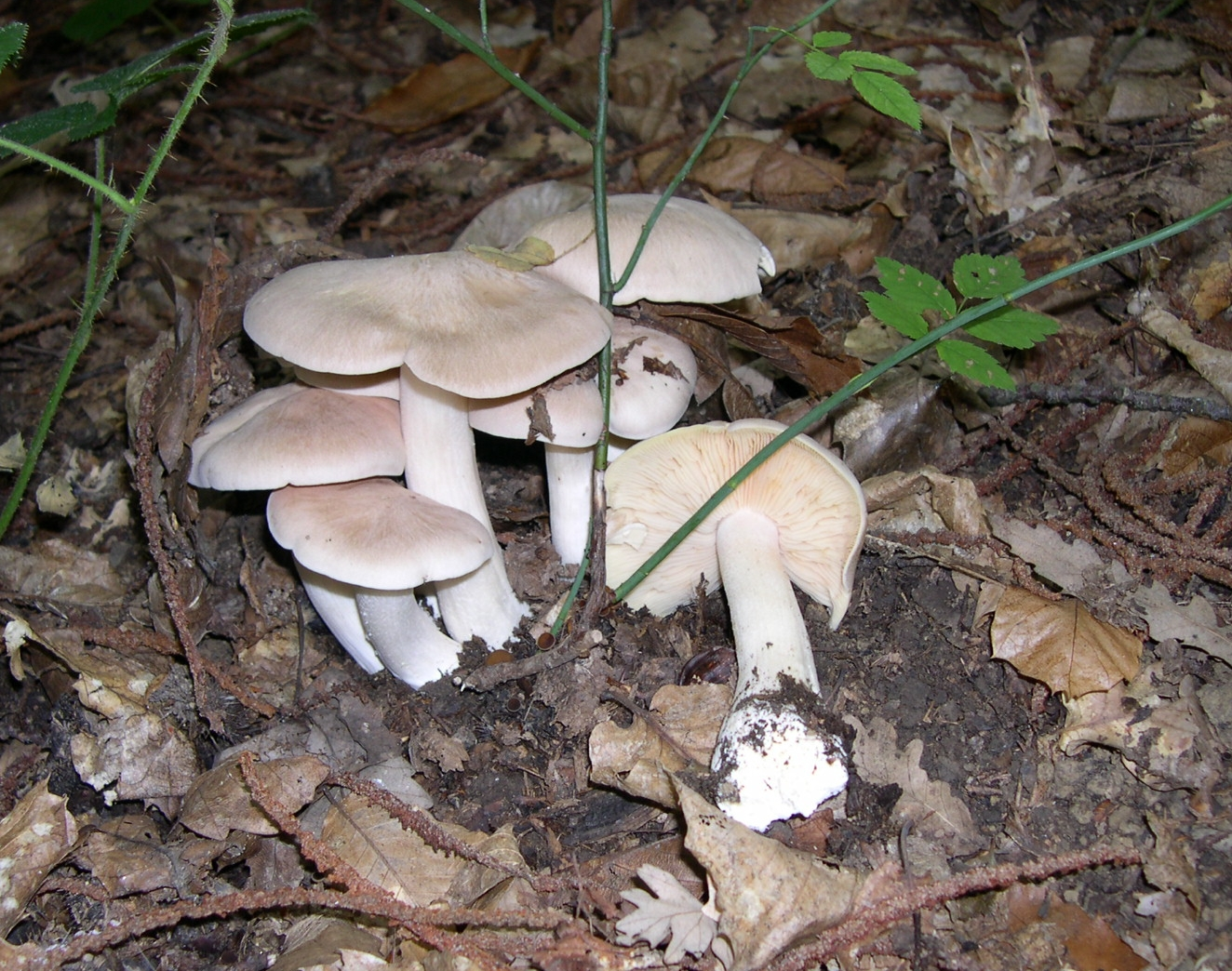
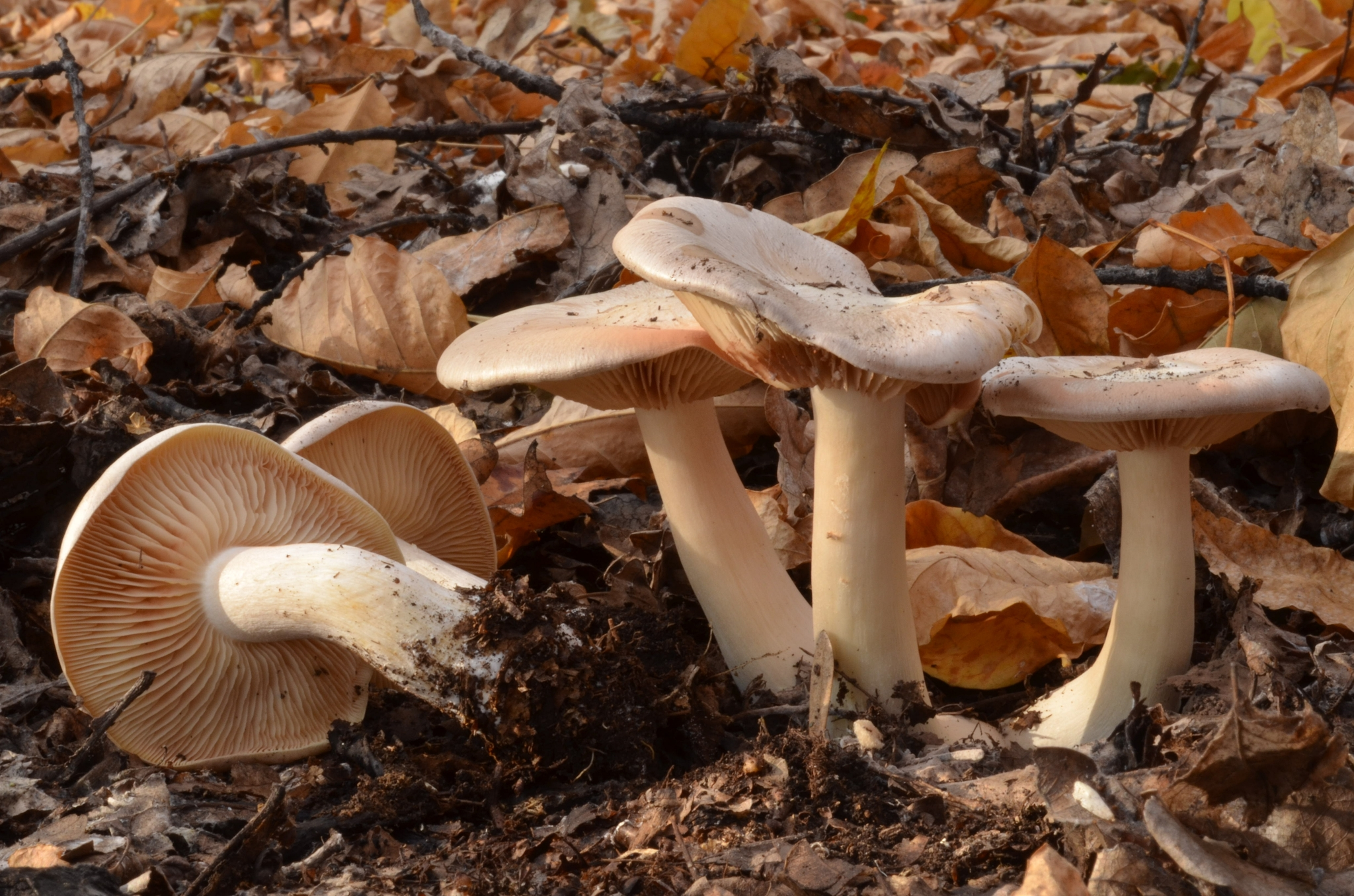

## Habitat et distribution
L'entolome pousse du milieu de l'été à la fin de l'automne, à la lisière et dans les bois clairs de feuillus, sous hêtres, chênes et châtaigniers, surtout sur sol calcaire ou argilo-calcaire. Il est également présent dans des forêts de pins ou de sapins.

## Toxicité
Très toxique. L'entolome livide provoque une intoxication avec des nausées, des vomissements, une gastro-entérite, une atteinte du foie modérée et une diarrhée importante pouvant entraîner une déshydratation, ensemble de symptômes nommé « syndrome résinoïdien sévère ». Il s'agit d'une des intoxications fongiques les plus courantes en Europe du fait des nombreuses possibilité de confusion qu'entraîne cette espèce. 
L'intoxication passe généralement après 5 à 6 jours. Elle peut cependant être mortelle chez des personnes affaiblies. C'est en France que le plus grand nombre de cas d'intoxications ont été enregistrés.

## Confusions possibles
Il peut être confondu avec :
- Le Clitocybe nébuleux (Clitocybe nebularis)
- Le Clitopile petite prune ou Meunier (Clitopilus prunulus)
- Le Tricholome colombette (Tricholoma columbetta)
- Le Tricholome de la Saint-Georges ou Mousseron (Calocybe gambosa) quoique celui-ci, printanier, ne soit guère présent à la même époque.
- L'Entolome en bouclier (Entoloma clypeatum)